# Distrito Histórico de Broadway-Armory
El Distrito Histórico de Broadway-Armory es un distrito histórico que abarca un área urbana principalmente residencial de uso mixto al oeste del centro de la ciudad Providence, la capital del estado de Rhode Island (Estados Unidos).

## Descripción
El distrito es uno de los que experimentó su crecimiento más significativo entre las décadas de 1830 y 1910. Tiene aproximadamente la forma de una bota invertida, cuyo eje este-oeste es Broadway entre las calles Dean y Messer, y cuya columna vertebral norte-sur está centrada en Dexter Field, que se extiende desde Cranston Street en el sur hasta Grove Street en el norte., con su límite occidental en Messer Street y su límite oriental en Bridgham Street. La mayor parte del área consiste en construcciones residenciales con estructura de madera en lotes más pequeños, con un desarrollo comercial más evidente en Broadway y Westminster Street. Cranston Street Armory ancla el extremo sur de Dexter Field, un parque público que anteriormente fue un campo de entrenamiento de la milicia. Hay más de 1,000 edificios de importancia histórica en el distrito.
El distrito se agregó al Registro Nacional de Lugares Históricos en 1974 y se amplió ligeramente en 2008 para incluir una pequeña cantidad de propiedades en el límite este del distrito en Broadway y Dean Street.

### Campo de entrenamiento de Dexter

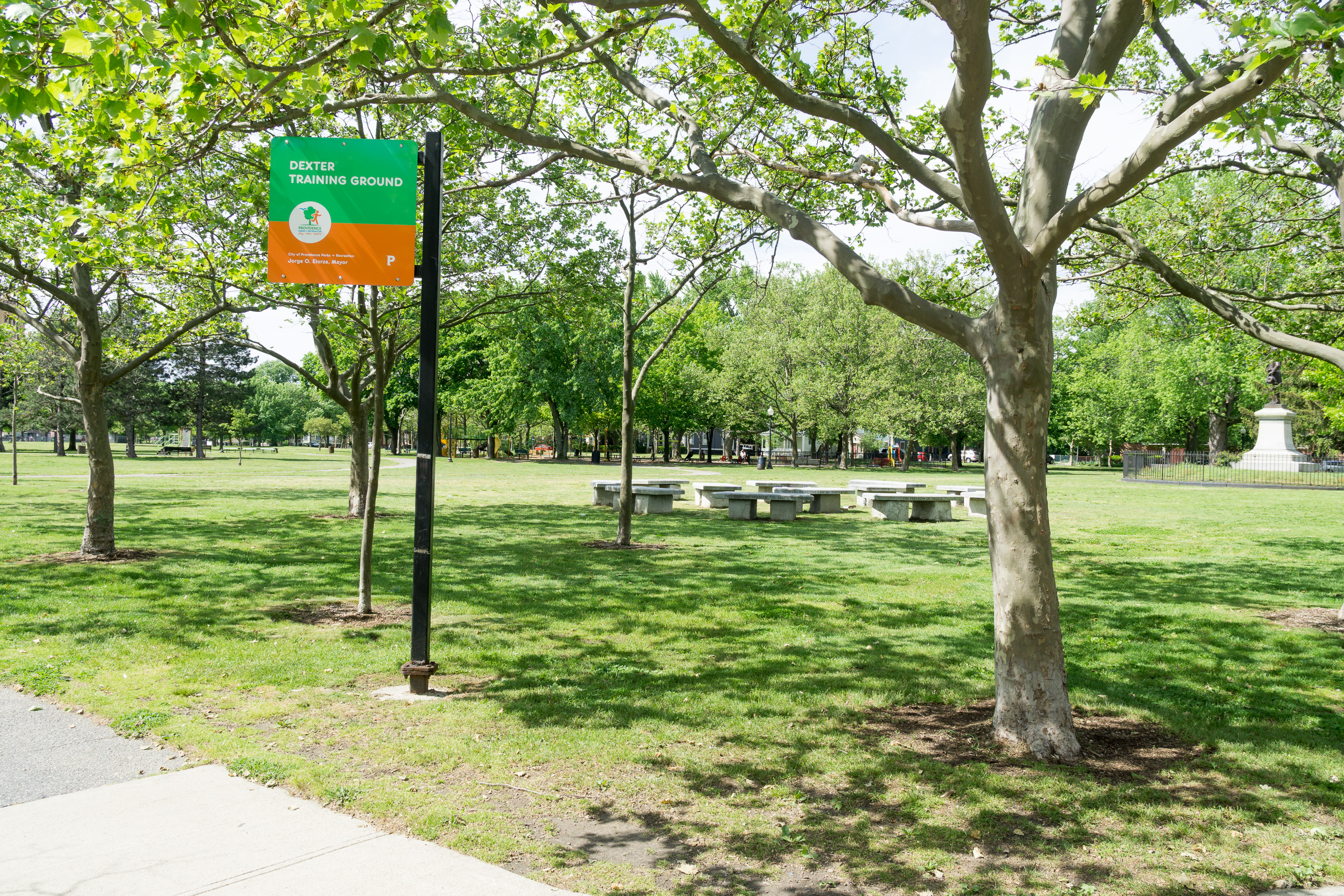
Campo de entrenamiento de Dexter

The Armory se encuentra en el extremo sur del Dexter Training Ground, un terreno que fue donado a la Ciudad de Providence por Ebenezer Knight Dexter para realizar ejercicios militares. El campo de entrenamiento se utilizó como campamento y campo de instrucción durante la Guerra Civil. El 14º Regimiento de Artillería Pesada de Rhode Island, la primera compañía negra de Rhode Island que sirvió en la Guerra Civil, entrenó y acampó aquí.
En julio de 1917, los soldados acamparon en Dexter Training Ground mientras se preparaban para partir hacia Europa y la Primera Guerra Mundial.
Hoy en día, el terreno es un parque vecinal muy utilizado. El parque cuenta con un área de juegos para niños, y atrae a paseadores de perros y cochecitos. Una estatua de bronce del benefactor y homónimo Ebenezer Knight Dexter se encuentra en el extremo norte del parque.
En julio de 2020, el alcalde Jorge Elorza realizó una ceremonia al aire libre en el Dexter Training Ground donde firmó una orden ejecutiva para presentar un “proceso de esclarecimiento de la verdad y reparación” en Providence.

## Galería

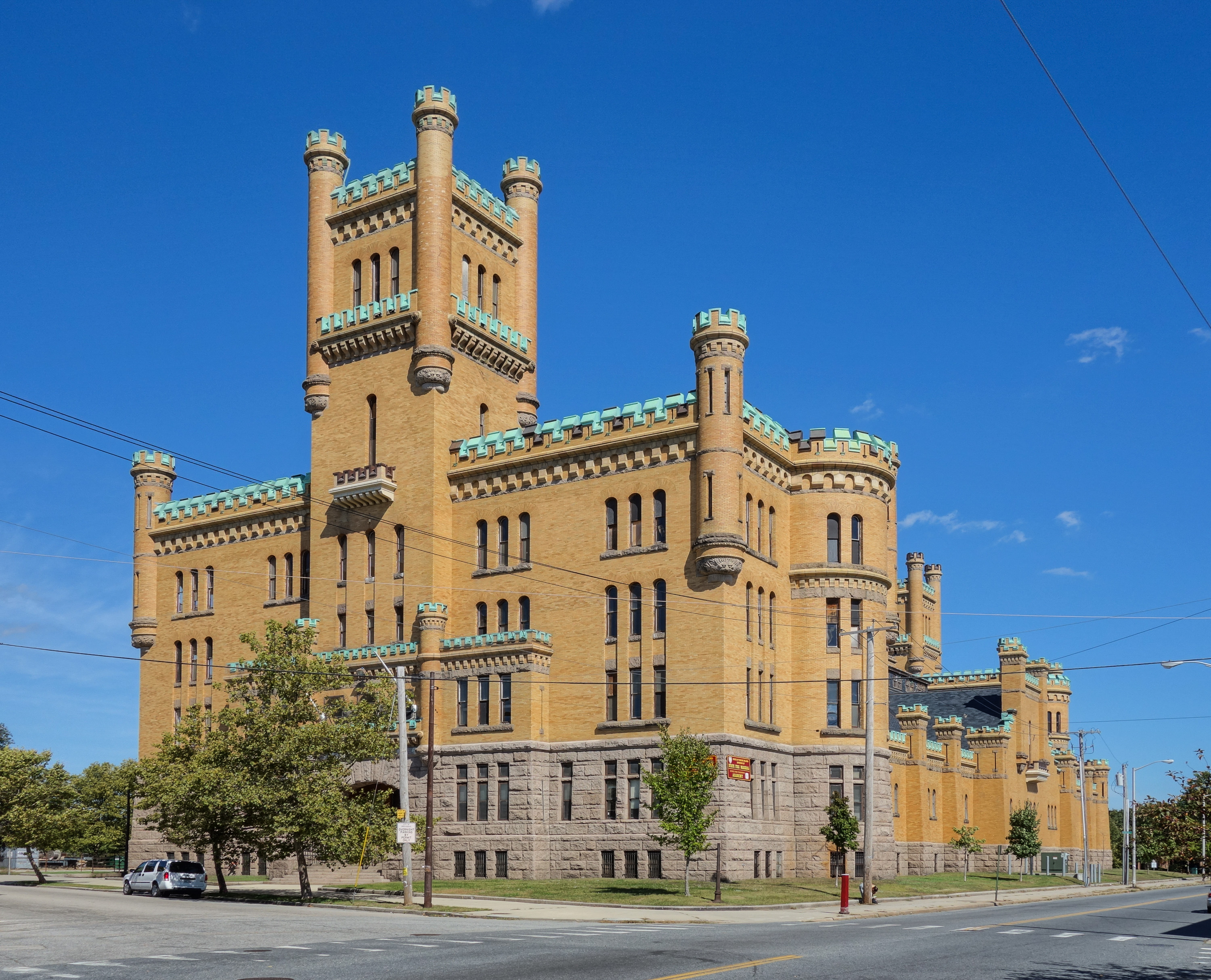
Armería de la calle Cranston, 1907
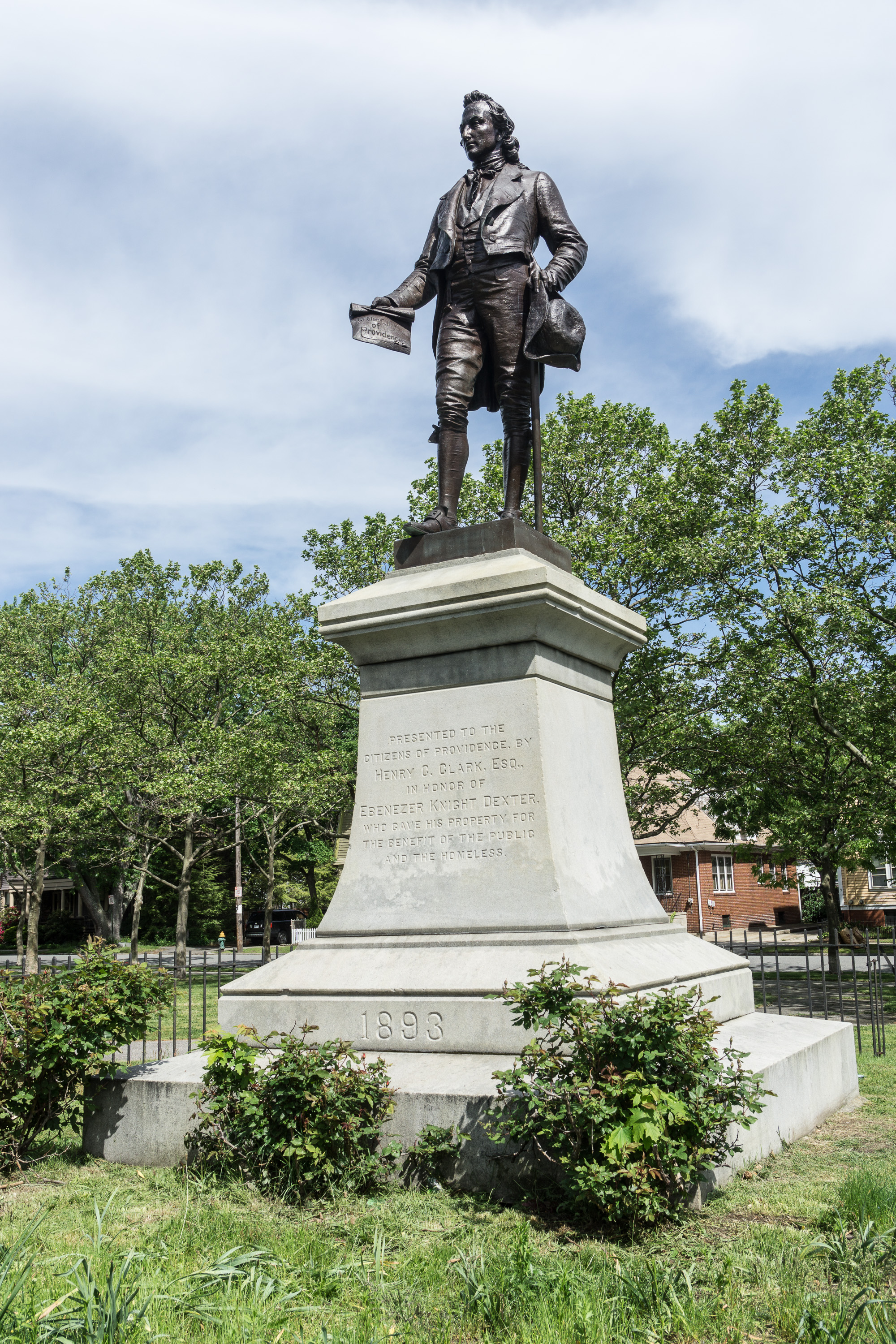
Estatua de Ebenezer Knight Dexter
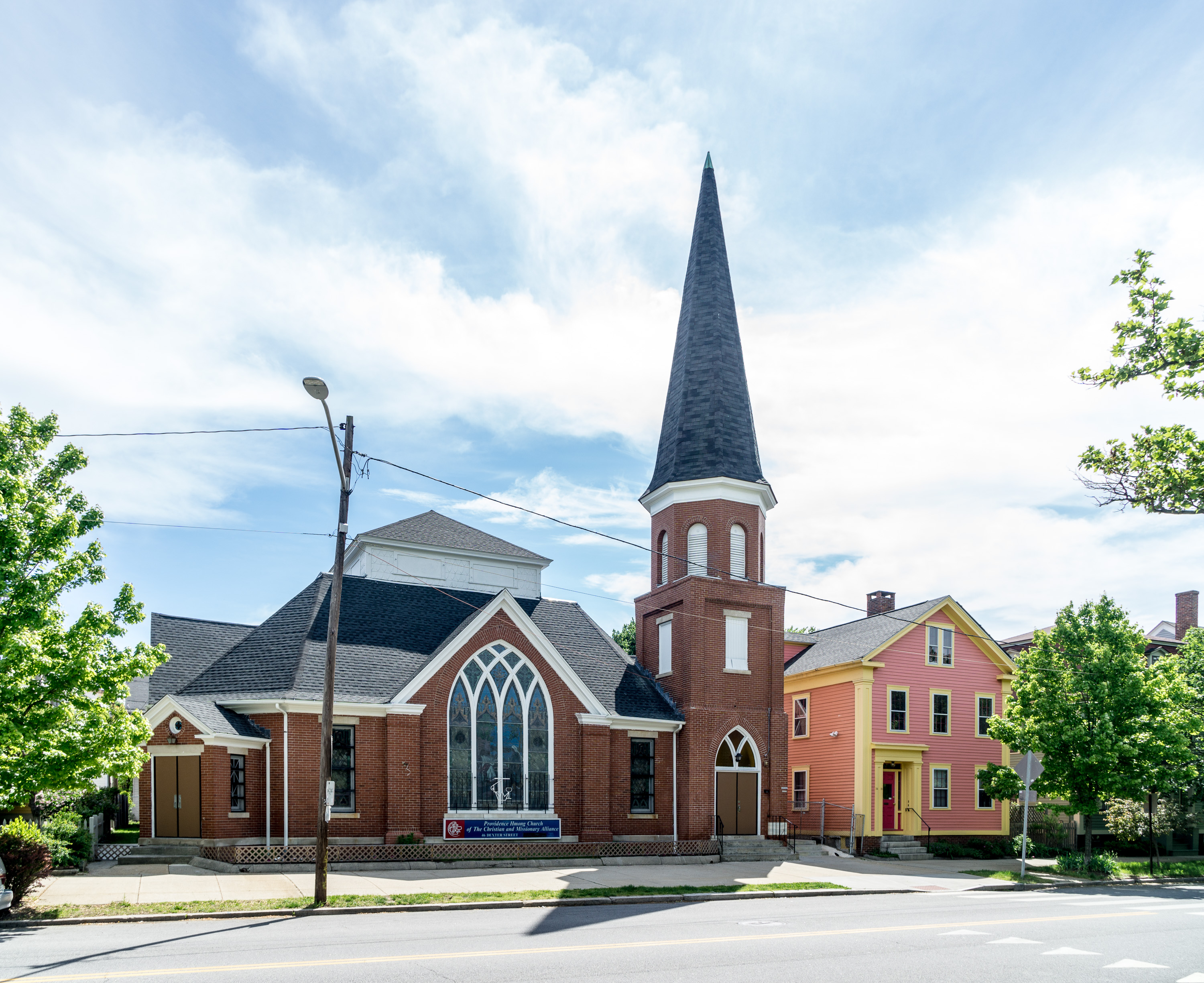
46 Dexter street, Providence Hmong Church
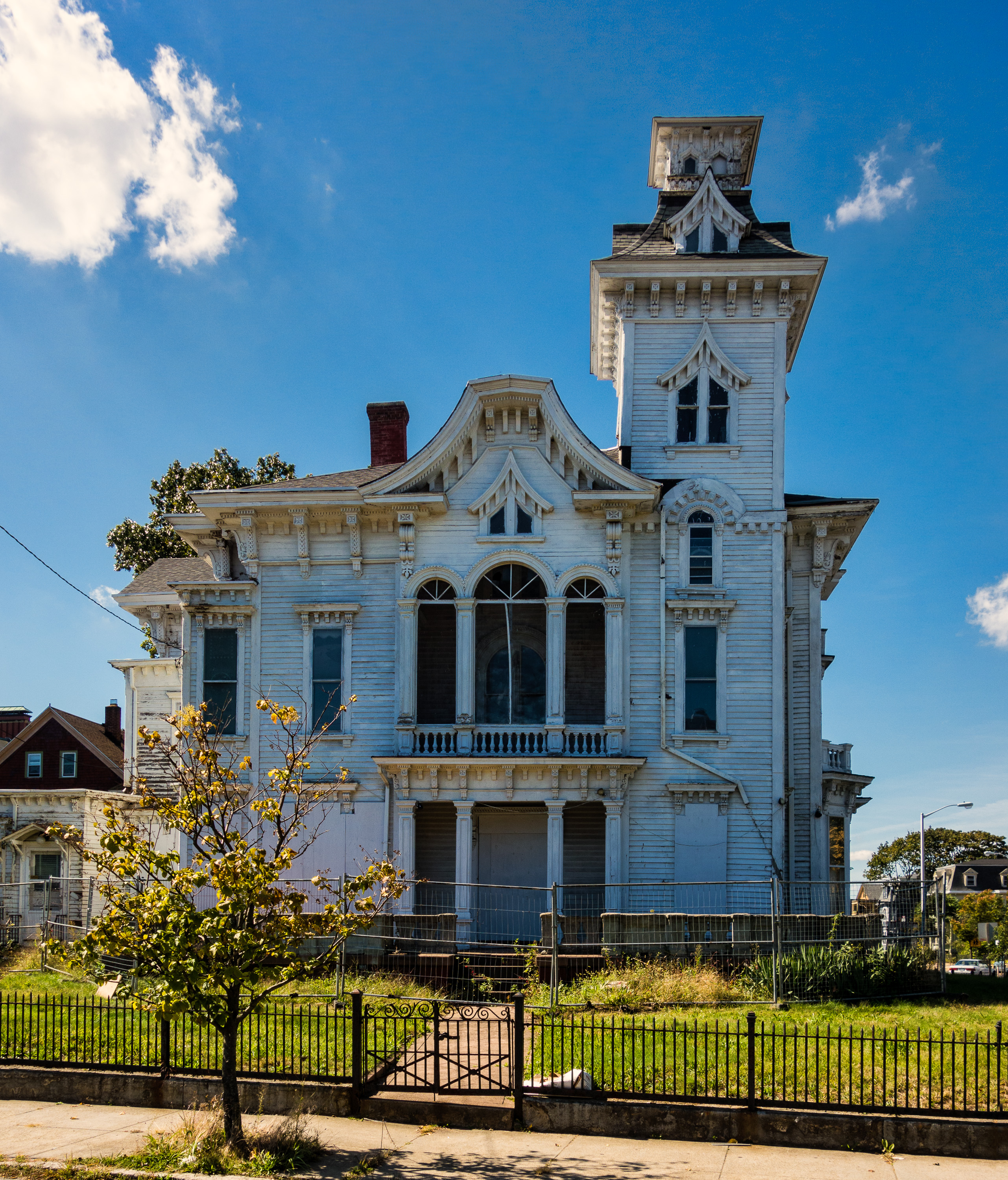
Casa del pastel de bodas, en 514 Broadway
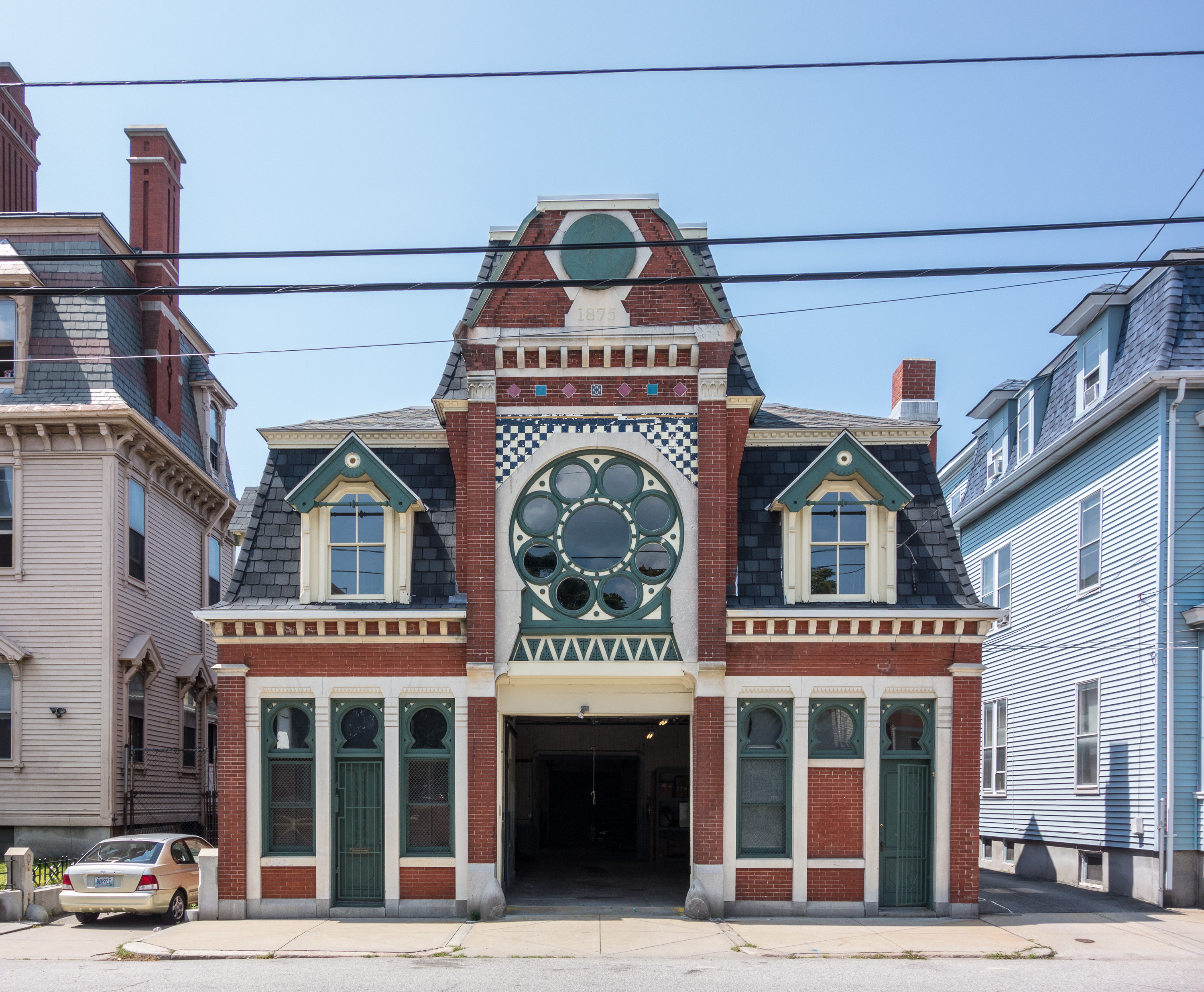
Casa de carruajes Eddy Estate, Sutton Street
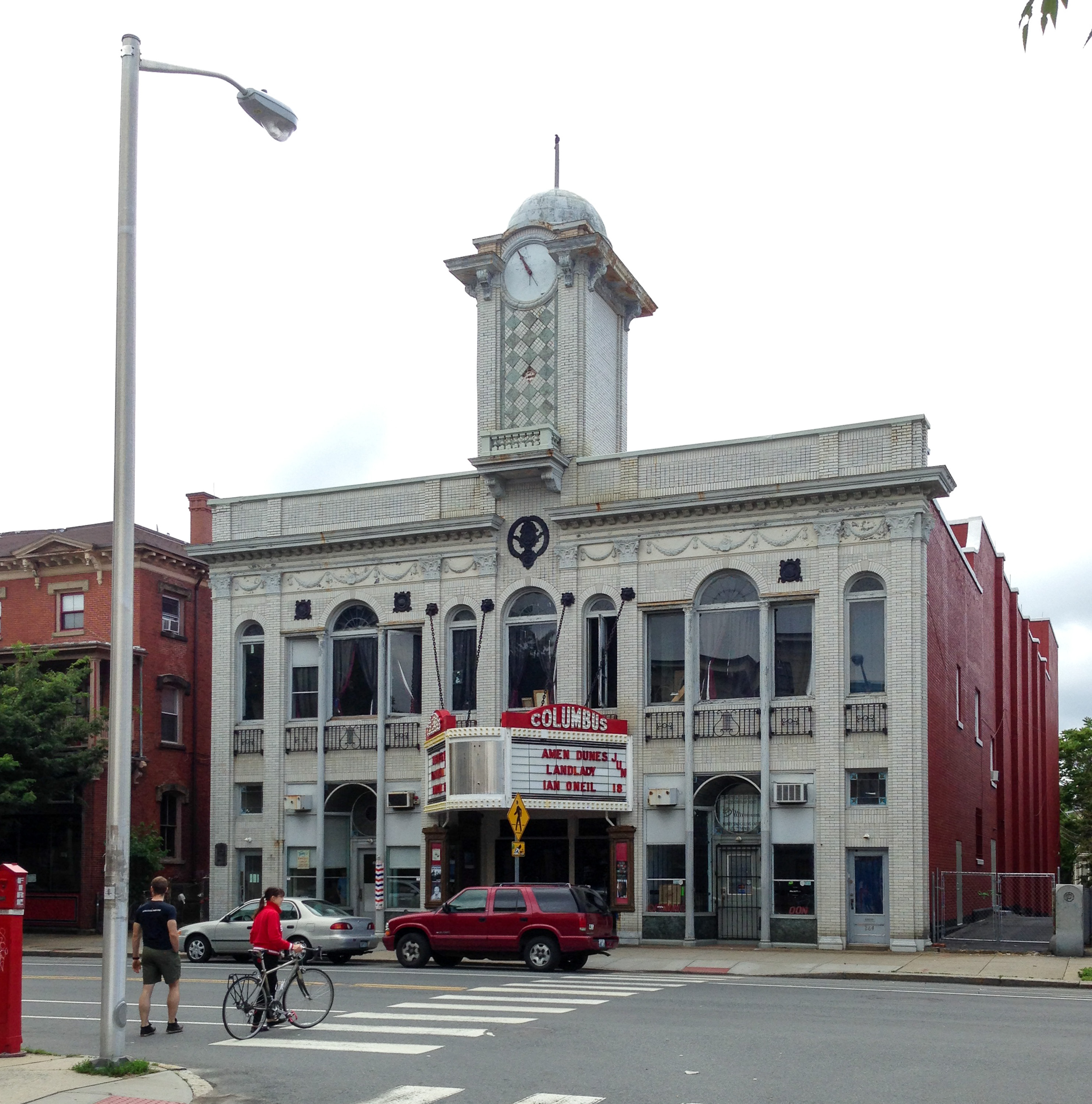
Teatro Colón, Broadway